# Dactyloscopus moorei
Dactyloscopus moorei är en fiskart som först beskrevs av Fowler, 1906.  Dactyloscopus moorei ingår i släktet Dactyloscopus och familjen Dactyloscopidae. Inga underarter finns listade i Catalogue of Life.